# ونکتا رجولا کندریگا
ونکتا رجولا کندریگا (به انگلیسی: Venkata Rajula Kandriga) یک روستا در هند است که در Chittoor district واقع شده‌است.

## خصوصیات
ونکتا رجولا کندریگا ۹۰۰ نفر جمعیت دارد.